# Patryk Strzeżek
Patryk Strzeżek (ur. 19 listopada 1989 w Warszawie) – polski siatkarz, grający na pozycji atakującego. Były reprezentant Polski kadetów i juniorów.

## Kariera klubowa
Strzeżek karierę siatkarską rozpoczął w rodzinnej Warszawie w klubie MOS Wola. W 2008 został zawodnikiem Asseco Resovii Rzeszów, rok później przeniósł się do pierwszoligowego Orła Międzyrzecz, następne 2 lata spędził w drużynie Jokera Piła, a w sezonie 2012/2013 i 2013/2014 grał w belgijskiej ekstraklasie, w drużynie VBC Waremme.
Latem 2014 przeniósł się do AZS Politechniki Warszawskiej. W latach 2015–2018 występował w Jastrzębskim Węglu.

## Sukcesy klubowe
Liga polska:
- 2009
- 2017

Liga belgijska:
- 2019

I liga:
- 2021